# バリ・ヒンドゥー

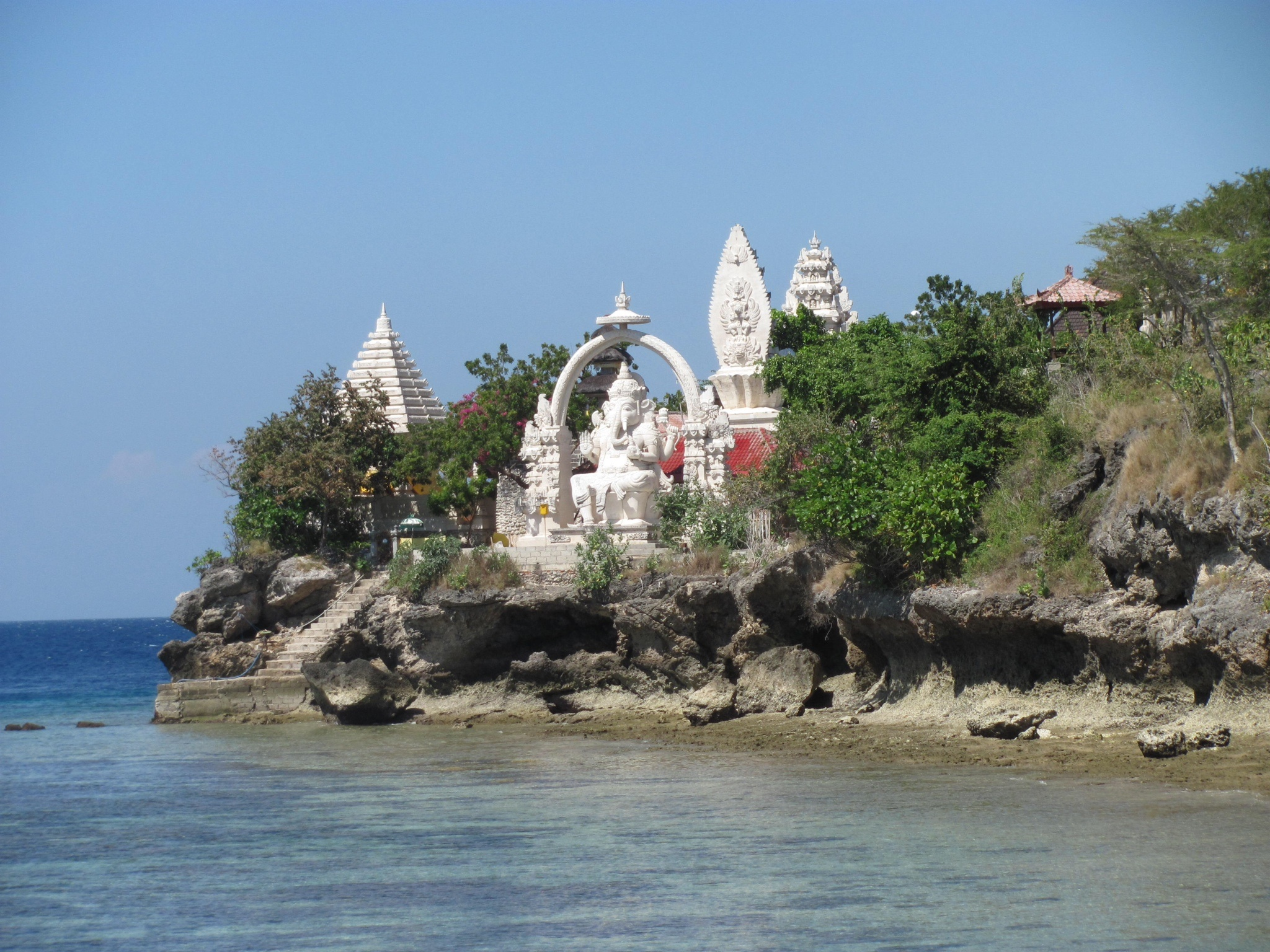
ガネーシャ寺院（バリ島）

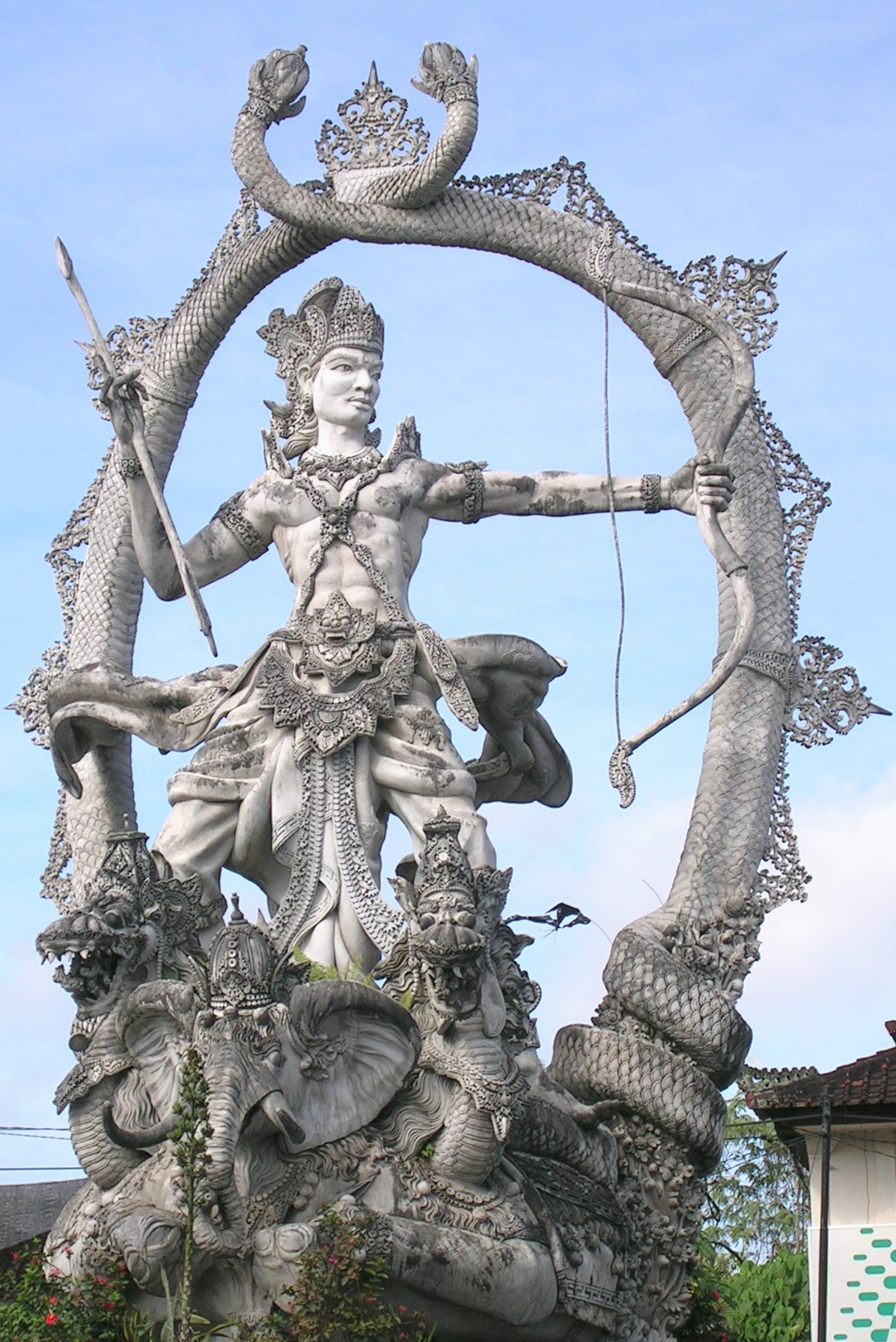
英雄アルジュナの石像

バリ・ヒンドゥー（バリ語:Agama Hindu ring Bali、インドネシア語:Agama Hindu Bali）は、バリ土着の信仰とインド仏教やヒンドゥー教が習合した信仰体系であり、バリの人々の90％以上がこれにしたがった生活を送っている。

## 歴史
バリ島では古くは8世紀から9世紀にかけてすでにインド文化の流入が認められるが、ワルマデワ王朝（英: Warmadewa dynasty）のダルマウダヤナ王（英: Udayana Warmadewa, Dharmmodayana Warmadewa）が東ジャワの王女と結婚して以降、シヴァ派のヒンドゥー教もジャワからバリに流入した。その後1343年、ジャワに興ったマジャパヒト王国がバリを征服するが、15世紀にはイスラム教の勢力増大を背景に多くのヒンドゥー教徒がバリ島に移住し、現在のバリ・ヒンドゥー文化の基盤となった。
マジャパヒト王国滅亡時（一説に1520年）にジャワの貴族や僧侶が大挙してバリに亡命し、現在のバリ人の大半はマジャパヒト王国民の末裔であると自負している。これ以降、20世紀初頭にオランダによって植民地化されるまで、バリは独自の歴史を歩み続け、バリ・ヒンドゥーの宇宙論を発展させた。
バリ・ヒンドゥーにはさまざまな神が存在するが、インドネシア共和国独立後は、建国五原則パンチャシラのひとつにある「唯一神の信仰」に従って、そうした神々は、唯一神サン・ヒャン・ウィディのさまざまな現われに過ぎないと公式解釈されるようになっている。

## 信仰世界と共同体
人びとの生活レベルでバリ・ヒンドゥーの信仰体系を作り、支えているのがデサ、バンジャルと呼ばれる地域組織である。

### デサ
デサは、カヤンガン・ティガと呼ばれる三位一体の寺院を中心として形成される「村」である。カヤンガン・ティガを構成する寺院のうち、プラ・バレ・アグン（大会議堂寺院）とプラ・プセー（起源寺院）は村の山側（カジャ）に位置しており、プラ・ダルム（死者の寺院）は海側（クロッド）にあり、プラ・ダルムは多くの場合、墓地とともにある。バリの人びとにとって、カジャは聖なる場所であり、クロッドは穢れた場所であるから寺院の配置もそれに従ったものになっている。
デサは土地と密接に結びついた共同体であり、その成員は、供犠や寺院祭礼を通して、デサの領域を宇宙の安定のために清浄に保つ責任を負っている。

### バンジャル
バンジャル（バリ語:banjar）は、デサ内での共同居住を原則とする地域単位である（バリ島南部ではひとつのデサが複数のバンジャルで構成される）。デサ単位のものを含むすべての儀礼（ヤドニャ）の準備はバンジャルの成員が共同労働で行うため、バンジャルのメンバーシップなしにはバリ人は生きていけない。

## 司祭の儀式
バリのカースト制はインドのように厳格なものとはいえないとはいえ、最高司祭プダンダはブラフマナ出身者に限られている。これに対して、非ブラフマナの宗教司祭はプマンクーと呼ばれ、その権威・権能も限られている。

### カースト（カスタ）
バリ・ヒンドゥーのカーストは、次の四つのワンサに分かれており、上から3つが「トリワンサ」（貴族）と呼ばれる。人口の90%以上はスードラに属する。バリの人びとの名の頭には、カーストによって以下の名称が付される。
- ブラフマナ：イダ・バグス（男性）、イダ・アユ（女性）
- サトリア：チョコルダ、アナック・アグン、デワ
- ウェシア：グスティ
- スードラ：イ（男性）、ニ（女性）

バリ・ヒンドゥーのカーストは、インド・ヒンドゥーのような厳しい戒律による差別はみられず非常に緩やかなシステムである。いわゆる不可触賤民も存在しない。

### プダンダの儀式
観光客がしばしば目にする葬式や祭りなどの祭礼とは別に、プダンダが毎朝の義務として行なっているのがスーリヤ・セーヴァナ（太陽の崇拝）である。この太陽とは、シヴァの現われとしての太陽である。マントラとムドラーが中心となっており、その本質は、自分自身がシヴァと同一化することで自己浄化を行なうことにある。
またプダンダの儀礼は、聖水を創り出すという点で、プダンダ以外の人びとにとっても重要な意味を有している。葬式などの儀式では常にこの聖水が必要とされるからである。なお、プダンダは、これらの儀式の際には聖水を与えるだけで他の役割を果たすことはない。

### プマンクーの儀式
プマンクーの儀式は、丸覚えのサンスクリットのマントラを唱えながら花などを神に捧げるという単純なものである。マントラの内容はおおよそ、
- 自己の浄化と聖水の醸成
- 太陽たるシヴァへの帰依
- 師たるシヴァへの帰依
- 最高神シヴァへの帰依
- 女神への帰依
- 現世的幸福への祈り
- 解脱への祈り

の7つの要素から成り立っている。シヴァは同時に仏陀としても捉えられて、「南無仏陀・南無シヴァ」などといった要素が繰り返し現われるが、全体の構成は明白にシヴァ教のものである。

## 儀礼の種類
バリに見られるさまざまな儀礼は5つのカテゴリーに分類され、これをパンチャ・ヤドニャ（バリ語:panca yadnya）という。ただし実際にはこの区分はあいまいで、パンチャ・ヤドニャの分類は、儀式の焦点がどこに向けられているのかを示すものにすぎない。どの儀式においても、バリ・ヒンドゥーのコスモロジーの根底をなす二元性の維持にまなざしが注がれており、排他的にひとつの対象にだけに供犠がなされているわけではないからである。
これらの5分類は、古代インドの家庭経文献（サンスクリット: grhyasūtra）や『マヌ法典』（3.67-121)で述べられている「五大供犠」（サンスクリット: pañcamahāyajña）、すなわちbrahmayajña（ヴェーダ聖典の学習）、pitryajña（祖霊への供犠）、devayajña（神々への供犠）、bhūtayajña（生類への供犠）、manusyayajña（もしくはnryajña、客の
もてなし）にその起源を持つと推測される。しかしこれらがいつどのようにバリに伝わってきたのかは明らかではない。また、インドとバリではその内容も異なっている。

### デワ・ヤドニャ
第一のデワ・ヤドニャ（バリ語: dewa yadnya）は、神々への儀礼である。ウク暦ないしバリ風に変化したサカ暦(en)の一年に一度、寺院祭礼が行なわれ、寺にまつられている神や祖霊神が降臨する。また、寺院祭礼の他にも、神々や祖霊神を祭る儀礼としてガルンガン、クニンガンがある。

### マヌサ・ヤドニャ
第二のマヌサ・ヤドニャ（バリ語: manusa yadnya）は、人生儀礼（通過儀礼）である。これらの儀式の日程はウク（バリ語: uku）暦に
従って決められる。ウク歴は7日を1ウク、30ウク（＝210日）を1年（1 oton）とするが、出生時、生後12日、42日、105日、210日（最初の誕生日）などに各種通過儀礼が行われる。また結婚前にはポトンギギ（削歯儀礼）が行なわれる。

### ピトラ・ヤドニャ
第三のピトラ・ヤドニャ（バリ語: pitra yadnya）は、祖霊への儀礼である。一般には葬儀のみで終わることも多い。

### ブタ・ヤドニャ
第四のブタ・ヤドニャ（バリ語: bhuta yadnya）は、悪鬼への儀礼である。ブタは悪霊を意味し、チャルと呼ばれる供物がこの地下世界の悪霊に捧げられ、土地の浄化が行なわれる。

### リシ・ヤドニャ
第五のリシ・ヤドニャ（バリ語: rsi yadnya）は、祭司の入門儀礼である。プダンダになるための儀礼をムディクサ、プマンクーになるための儀礼やその他の加入儀礼をムウンティンと呼ぶ。